# Cenicero-San Isidro
Cenicero-San Isidro (hiszp. Estación de Cenicero-San Isidro) – przystanek osobowy w Agoncillo, we wspólnocie autonomicznej La Rioja, w Hiszpanii.
Od 2013 przystanek nie obsługuje regilarnego ruchu

## Położenie stacji
Znajduje się na linii kolejowej Castejón – Bilbao w km 103,1

## Stacja
Stacja została otwarta w dniu 30 sierpnia 1863 wraz z otwarciem odcinka Castejón-Orduña linii kolejowej przeznaczonej do połączenia Castejón z Bilbao. Prace były prowadzone przez Compañía del Ferrocarril de Tudela a Bilbao utworzonej w 1857. W 1865 firma ogłosiła upadłość, ponieważ nie mogła przezwyciężyć trudności gospodarcze wynikające z inwestycji w budowę linii i interwencji Banku Bilbao. w 1878 roku została wchłonięta przez Norte, która byała właścicielem stacji aż do nacjonalizacji kolei w Hiszpanii w 1941 roku i utworzenie RENFE.
Od 31 grudnia 2004 linię obsługuje Renfe, podczas gdy budynkiem dworca Adif.

## Linie kolejowe
- Castejón – Bilbao